# Hovatoma laevis
Hovatoma laevis är en skalbaggsart som först beskrevs av Leon Fairmaire 1868.  Hovatoma laevis ingår i släktet Hovatoma och familjen långhorningar.
Artens utbredningsområde är Madagaskar. Inga underarter finns listade i Catalogue of Life.